# مقارنة القوانين الغذائية الإسلامية واليهودية
القوانين الإسلامية الغذائية (الحلال) أو الشريعة والقوانين الغذائية اليهودية (كشروت)، يحتويان على نقاط تشابه واختلاف. في حين أن كلاهما ينبعان من القوانين الغذائية من الديانات الإبراهيمية، فلهما جذور مختلفة: القوانين الإسلامية وجدت في القرآن والقوانين اليهودية وجدت في سفر اللاويين.

## تصنيف المواد
أوجه التشابة
- الخنزير محظور في كلا الشريعتين.[1][2]
- العديد من الحيوانات المسموح بها في كشروت مسموح بها أيضاً في الحلال مثل الأبقار.[3][4]
- كشروت يحظر البرمائيات وكذلك الحلال بشكل عام أيضاً مثل الضفادع.[5]
- تقريباً جميع الحشرات ليست كشروت. الحشرات القليلة التي هي كشروت هي أنواع معينة من الجراد والجنادب التي لا تؤكل اليوم في معظم المجتمعات، نظرا لأنه غير معروف أي نوع هو المسموح به (باستثناء اليهود اليمنيين، الذين يدعون أنهم حافظوا على هذه المعرفة).[6] وفي الإسلام تتفق الاراء بين العلماء المسلمين أن جميع الحشرات محظورة باستثناء الجراد.[7]
- لكي تكون كشروت، يجب أن تمتلك الحيوانات المائية قشور وزعانف. بعض المسلمين يعتقدون أيضا ان السمك مع القشور والزعانف هو حلال فقط.[8] ولكن باقي المسلمين يعتقدون في تفسيراتهم إلى أن جميع المخلوقات من المحيط أو البحر هي حلال.[9] ولكن، وفقا للقانون اليهودي الشفوي فجميع الأسماك التي لديها قشور لديها لزعانف، مما يجعل جميع الأسماك كشروت، وبالتالي فإن كشروت يكون بالضرورة نفس الحلال.[10][11][12]
- الجيلاتين، حسب إحدى وجهتي النظر الإسلاميتين جائز فقط إذا كان من حيوان مسموح، ولكن حسب وجهة نظر إسلامية أخرى فإن الجيلاتين حلال أي كان مصدره بسبب حدوث عملية استحالة كيميائية[13][14]، أما في اليهودية فحتى يكون الجيلاتين حسب كشروت عادة يأتي من سمك كشروت أو حيوان كشروت، أو يكون من بديل نباتي مثل أغار.
- الجبن جائز ما دامت المنفحة التي استخدمت لصنع الجبن جائزة.

أوجة الاختلاف
- لتكون أي مادة حلال، يجب أن لا تحتوي على الكحول من أي نوع. التشديد على هذا مع وجود كميات صغيرة جداً من الكحول في الطعام المطهي يعتمد بشكل كبير على التزام الفرد وتفسيراته. باستثناء نبيذ العنب وعصير العنب (الذي يجب تصنيعه تحت إشراف إسلامي)، كشروت تسمح باستهلاك أي نوع من انوع الكحول ما دام لا يحتوي على مكونات غير كشروتية (مثل مستخلصات العنب الغير خاضعة لإشراف يهودي).[15]
- قائمة الحيوانات المحظورة في كشروت هي أكثر تقييداً، حيث تفرض كشروت ليكون كشروت، الثديات لابد ان تكون مجترة ولديها حوافر مشقوقة. في حين أن الحلال يفرض ان يقتات الحيوان على العشب واوراق الشجر. لهذا فحيوان مثل الجمل هو حلال ولكنه ليس كذلك حسب كشروت.
- كشروت تحظر المحار مثل جراد البحر، الروبيان والمحار الملزمي.[16] التفسير السني للحلال يسمح باستهلاك كل أنواع الماكولات البحرية. بينما التفسير الشيعي (المذهب الجعفري) يحظر المحار مثل الكشروت.

## الذبح
تسمى عملية الذبح حسب التقاليد الإسلامية بالذبيحة. وتسمى بالطريقة اليهودية شحيطه. الشحيطة تتطلب ان يكون الحيوان واعي وهذا يعني أن صعقه بالكهرباء قبل ذبحه محظور. وكذلك يحظر الصعق في الإسلام.
وتذبح الذبيحة الإسلامية وهي موجهه إلى القبلة. بينما الشحيطه لا تتطلب ذلك.
أوجة التشابة
- الذبيحة والشحيطه كلاهما يتضمنان قطع عنق الحيوان بشفرة غير مسننة بمحاولة واحدة نظيفة تضمن قطع الاوعية الدموية الرئيسية.[17]
- كلاهما يتطلبان تجنب النخاع الشوكي خلال الذبح.[18]
- كلاهما يتطلبان استنزاف دم الحيوان.[19]
- أي يهودي بالغ وعاقل يعرف طريقة الشحيطه يمكنه الذبح. كذلك الذبيحة يمكن تنفذيها من مسلم بالغ عاقل يعرف الطريقة الصحيحة للذبح.[20] كذلك يجوز أن يقوم بالذبيحة شخص كتابي (يهودي أو مسيحي).

أوجة الاختلاف
- الذبيحة تتطلب ذكر اسم الله قبل كل عملية ذبح. بعض المسلمين يفترض أن يكون اللحم حلال ولكن ليس بالضرورة ذبيحة، بمعنى آخر اللحم الكشروتي يعتبر حلال أيضاً لبعض المسلمين. هذا حسب الحديث البخاري أن عائشة سألت محمد رسول الله: أن قوماً ياتوننا باللحم لا ندري أذُكر اسم الله عليه أم لا، فقال: سموا أنتم، وكلوا. الذبيحة حسب التعريف هي اللحم الذي ذبح حسب الشريعة واسم الله ذكر قبل الذبح. في الشحيطة التبرك بالله والترتيل بشكل متواصل لفترة قبل الذبح، مادام الذباح لم يتوقف لفترة مطولة أو يُقاطع أو فقد تركيزه، هذا التبرك يغطي كل الحيوانات المذبوحة في تلك الفترة. القاعدة العامة في اليهودية هي أن الشعائر التي تترافق مع هذا التبرك، في حال اُهمل التبرك، الشعائر لا تزال صحيحة وتعتبر شحيطه.
- ليس هناك من قيود حول أعضاء محدده من جسد الحيوان يجب اكلها أو لا في الحلال، طالما تم ذبحة بطريقة صحيحة فكل الحيوان يمكن استهلاكة من قبل المسلمين. لكن كشروت تحظر اكل الشيليف (نوع من الشحم) والعصب الوركي، لهذا فالجزء الخلفي من جسد الحيوان يمر بعملية تستهلك الكثير من الوقت تسمى نيكور حتى يكون قابل للاستهلاك من قبل اليهود. عملية النيكور مكلفة ونادراً ما يتم تطبيقها خارج إسرائيل، حيث يتم بيع مؤخرة جسد الحيوان المذبوح حسب الشحيطه في بقية أنحاء العالم في قسم المحال التي لا تلتزم بالكشروت.[21]